# Shahrestān di Zarrindasht
Lo shahrestān di Zarrindasht (farsi شهرستان زرین‌دشت) è uno dei 29 shahrestān della provincia di Fars, in Iran. Il capoluogo è Hajiabad. Lo shahrestān è suddiviso in 2 circoscrizioni (bakhsh): 
- Centrale (بخش مرکزی), con le città di Hajiabad e Dobiran.
- Isadkhast(بخش ایزدخواست), con capoluogo Shahr-e Pir.